# Ma Ke
Ma Ke (chinois simplifié : 马可 ; chinois traditionnel : 馬可 ; pinyin : mǎ Kě), née en 1971 à Changchun en Chine, est une styliste de mode et femme d'affaires chinoise.

## Présentation
Ma Ke a obtenu son diplôme au sein de l'Institut Suzhou de la technologie textile de la soie en 1992. Quatre ans plus tard elle crée son propre label Exception de Mixmind. Puis en 2006, elle crée la marque artistique Wuyong (inutile). En février 2007, Wuyong a été présente à la Semaine de la mode de Paris pour la première fois et son concept innovant a attiré l'attention dans les cercles de la mode. Elle est lauréate  du prix du Prince Claus en 2008. 
Ma Ke affirme les dimensions culturelles et sociales de l'habillement du corps humain. Elle a constaté que les idées de conceptions uniques incorporant la valeur culturelle locale, utilisant des matériaux durables et l'artisanat habile, ont été considérés  « Wu Yong »  (inutile). Elle a considéré que l'industrie locale de l'habillement est une production de masse bon marché et homogène , avec par ailleurs des travailleurs mal rémunérés dont la compétence n'est pas valorisée. De plus, pour Ma Ke la réflexion esthétique locale est dominée par des labels étrangers. Aussi elle s'est consacrée au développement de ses idées « inutiles ». Elle produit des vêtements simples, organiques et inspirés localement, et démontre un design conceptuel et hautement créatif dans sa collection « Wu Yong » de formes puissantes et sculptées. Cette collection dramatique fait référence à la riche histoire de la Chine et met en évidence le rôle du temps et des processus naturels, les qualités des matériaux organiques et la valeur de l'artisanat.
Ma Ke habille Peng Liyuan, la première Dame chinoise, qu'elle a connu en 2002. À travers ses conceptions elle veut transmettre la confiance intérieure des femmes chinoises : « Vous savez parfois les vêtements peuvent venir à travers agressif quand il est trop révélateur et accrocheur et c'est le contraire de l'esthétique chinoise traditionnelle. Les femmes n'ont pas besoin d'utiliser des vêtements comme une arme si elles sont confiantes dans leur caractère et leur culture. ».

## Publications
- Ma Ke, Point One, Map Book Publishers, 2006  (ISBN 978-988-98395-6-7).